# Johann Christoph Rube
Johann Christoph Rube est un avocat, juriste et poète luthérien né en 1665 à Hohenebra, une localité maintenant devenue un quartier de Sondershausen, en comté de Schwarzbourg-Sondershausen, et décédé le 3 mai 1746 à Battenberg, en landgraviat de Hesse-Darmstadt.
On sait très peu de choses sur lui. Il est le beau-père de Heinrich Andreas Walther (1696-1748), le principal juriste de Francfort. Il est un avocat apprécié à Gemünden et Battenberg.
On lui attribue plus de 500 poèmes.
Johann Sebastian Bach utilise son Wohl dem, der sich auf seinen Gott pour sa cantate BWV 139 et Der Tag ist hin, die Sonne gehet nieder pour l'air spirituel BWV 447.